# Stefan Reisinger
Stefan Reisinger (ur. 14 września 1981 w Landshut) – niemiecki piłkarz występujący na pozycji napastnika. Od 2014 jest zawodnikiem 1. FC Saarbrücken.

## Kariera
Reisinger jest wychowankiem klubu SV Essenbach. W 2000 roku przeszedł do SpVgg Landshut, a rok później został zawodnikiem drugoligowego SpVgg Greuther Fürth. W 2. Bundeslidze zadebiutował 4 listopada 2001 w bezbramkowo zremisowanym meczu z Unionem Berlin. Od czasu debiutu Reisinger pełnił rolę rezerwowego w Greuther Fürth. 23 lutego 2003 w wygranym 2:1 ligowym pojedynku z VfB Lübeck strzelił pierwszego gola w trakcie gry w 2. Bundeslidze. Przez dwa lata w Greuther Fürth rozegrał 14 ligowych spotkań i zdobył w nich jedną bramkę.
W 2003 roku odszedł do innego drugoligowca - Wackera Burghausen. Pierwszy ligowy występ zanotował tam 3 sierpnia 2003 przeciwko Alemannii Akwizgran (1:1). W tamtym meczu strzelił także gola. Od początku gry dla tego klubu był jego podstawowym graczem. Grał tam przez dwa lata, w ciągu których zagrał tam w 64 ligowych meczach i zdobył w nich 24 bramki.
W 2005 roku podpisał kontrakt z TSV 1860 Monachium. W jego barwach zadebiutował 7 sierpnia 2005 w wygranym 2:1 spotkaniu z LR Ahlen. W TSV grał przez rok. Łącznie zagrał tam w 25 ligowych meczach, ale nie zdobył żadnej bramki. Latem 2006 odszedł do SpVgg Greuther Fürth, w którym grał już w latach 2001–2003. Tym razem spędził tam trzy lata, w ciągu których był podstawowym zawodnikiem klubu.
1 lipca 2009 na zasadzie prawa Bosmana trafi do beniaminka Bundesligi - SC Freiburg. W 2012 roku został zawodnikiem klubu Fortuna Düsseldorf. W 2014 roku przeszedł do 1. FC Saarbrücken.